# Struki (rejon dokszycki)
Struki (biał. Струкі; ros. Струки) – wieś na Białorusi, w obwodzie witebskim, w rejonie dokszyckim, w sielsowiecie Parafianów.

## Historia
W czasach zaborów wieś leżała w gminie Pariafianów, w powiecie wilejskim w guberni wileńskiej Imperium Rosyjskiego.
W dwudziestoleciu międzywojennym wieś leżała w Polsce, w województwie wileńskim, w powiecie duniłowickim, od 1926 w powiecie dziśnieńskim, w gminie Parafianów.
Według Powszechnego Spisu Ludności z 1921 roku zamieszkiwały tu 292 osoby, 271 były wyznania rzymskokatolickiego, 6 prawosławnego, a 15 mojżeszowego. Jednocześnie 150 mieszkańców zadeklarowało polską przynależność narodową, 139 białoruską, a 3 inną. Były tu 54 budynki mieszkalne. W 1931 w 58 domach zamieszkiwało 289 osób.
Wierni należeli do parafii rzymskokatolickiej w Parafianowie i prawosławnej w Hnieździłowie. Miejscowość podlegała pod Sąd Grodzki w Dokszycach i Okręgowy w Wilnie; właściwy urząd pocztowy mieścił się w Parafianowie.
Po agresji ZSRR na Polskę w 1939 roku wieś znalazła się w granicach BSRR. W latach 1941–1944 była pod okupacją niemiecką. Następnie leżała w BSRR. Od 1991 roku w Republice Białorusi.